# Pareas atayal
Pareas atayal là danh pháp khoa học của một loài rắn trong chi Rắn hổ mây (Pareas) của họ Pareidae. Tên gọi thông thường trong tiếng Anh của loài này là Atayal Slug-eating Snake (nghĩa đen là rắn ăn sên Atayal). Phần định danh loài atayal là do sự phân bố của nó là tương tự như của sự phân bố của thổ dân Atayal (người Thái Nhã) trong khu vực miền núi phía bắc Đài Loan, ở độ cao 100-2.000 m.
Là loài rắn nhỏ, dài khoảng 50 cm, màu nâu vàng. Nó kiếm ăn ban đêm, với thức ăn là sên và ốc sên.
Trong phạm vi chi Pareas loài này thuộc tổ hợp/nhóm Pareas hamptoni, bao gồm các loài Pareas hamptoni, Pareas formosensis, Pareas komaii, Pareas iwasakii, Pareas atayal.